# MEPE
MEPE‏ (Matrix extracellular phosphoglycoprotein) هوَ بروتين يُشَفر بواسطة جين MEPE في الإنسان.